# Justicia neurantha
Justicia neurantha är en akantusväxtart som beskrevs av Collett och Hemsl.. Justicia neurantha ingår i släktet Justicia och familjen akantusväxter. Inga underarter finns listade i Catalogue of Life.